# Фатос Нано
Фатос Нано (Тирана, 16. септембар 1952) је албански социјалистички политичар који је неколико пута био премијер Албаније; био је први вођа и оснивач Социјалистичке партије Албаније и члан албанског парламента од 1991. до 1996. и 1997. до 2009. године. Он је реформисао антиревизионистичку марксистичко-лењинистичку идеологију Комунистичке партије Албаније у социјалдемократију за наследника — Социјалистичку партију.. Током његовог руководства, Социјалистичка партија се, као резултат реформи, придружила Социјалистичкој интернационали и Партији европских социјалиста. Нано је био кандидат на председничким изборима 2007. године, али није победио. Он је поново покушао на председничким изборима 2012. године али није се квалификовао као кандидат, јер су лидери странака у парламенту ометали своје посланике да га изаберу за кандидата на изборима.

## Биографија
Фатос Нано је рођен у Тирани од оца Танаса, бившег директора Албанске радио телевизије и мајке Марије Нано (рођена Шутерики), владиног званичника. Он је био једино мушко дете међу женама у породици. Одрастао је у улици у источној Тирани, похађао и завршио средњу школу "Сами Фрашери", резервисану за децу номенклатуре. У раним годинама адолесценције, Нано је био жељан учења страних језика и свирао је гитару. У другој години средње школе, основао је рок групу од којих је био певач; свирали су музику Битлса, строго забрањену јавности у то време. Дипломирао је политичку економију на Универзитету у Тирани 1974. После дипломирања 1978. године, Нано је радио до 2000. године у управљању металуршким погонима Елбасана.
Од 1981. до 1984. године, Нано је био економиста на Приској пољопривредној фарми у Тирани. Године 1984, именован је за истраживача социо-економских проблема и реформи тржишних економија земаља Источног блока у Институту за марксистичко-лењинистичке студије у Тирани, где је радио до 1990. Када је Фатос Нано радио у марксистичко-лењинистичком институту, био је под опсервацијом Неџмије Хоџи, супруге Енвера Хоџе. Неџмије Хоџа је наводно следила његову каријеру и помогла му да се пребацује с посла на посао.

### Рана политичка каријера
Политичку каријеру почео је у децембру 1990. године, где је први пут именован за генералног секретара Већа министара. У јануару 1991. премештен је на место заменика премијера, још увек у влади Адила Чарчанија. Пад комунистичких режима у разним земљама Централне и Источне Европе присилио је председника Рамиза Алију да постепено уклони стару комунистичку номенклатуру са власти и владе, тако да је крајем фебруара 1991. године, Алија именовао Наноа за премијера прелазне владе с циљем организовања првих посткомунистичких демократских избора у земљи који су се одржавали те године и припреме транзиције земље ка либералној демократији и тржишној економији.
Парламентарни избори одржани су 31. марта 1991. године, када је Комунистичка партија Албаније освојила већину. Рамиз Алија је други пут именовао Наноа за новог премијера. Међутим, његова нова влада није трајала дуже од прве седмице након што је генерални штрајк који су организовали независни синдикати присилио да поднесе оставку неколико недеља касније. Десети конгрес Комунистичке партије одржан је у јуну 1991. године, који је донео три важне одлуке; прво је променила име Комунистичке партије у Социјалистичку партију, затим је избацила све чланове Политбироа, а затим је 12. јуна 1991. изабрала Наноа за новог лидера Социјалистичке партије.

### Притвор
Након што је Демократска странка Албаније победила на парламентарним изборима 22. марта 1992. године, парламент је почетком 1993. успоставио Комисију за истраживање активности Фатоса Нана због наводне корупције и злоупотребе с управљањем хуманитарном помоћи коју је дала италијанска држава за време економске кризе која је трајала од 1990. до почетка 1992. То је био софистициран начин да се Нано затвори због његовог снажног противљења аутократским знаковима председника Салија Берише и због неефикасности и немогућности владе на челу са Александром Мексијем да спроведе ефикасне економске реформе. Нано је био у праву у вези с тим, јер је влада Демократске странке дозволила Понцијеве шеме (познате као пирамидалне шеме у Албанији), што је резултирало немирима из 1997. године, када је већина Албанаца изгубила своју уштеђевину, уместо ефективних економских реформи. Дана 27. јула 1993. албански парламент одобрио је захтев генералног правобраниоца Алуша Драгошија да скине законски имунитет за Наноа. Дана 30. јула 1993. Нано је ухапшен у канцеларији тужиоца, и оптужен за "злоупотребу дужности и фалсификовање службених докумената у вези са италијанском помоћи" након употребе једног продавца који је прекомерно наплаћивао и испоручивао храну која је била неподобна за потрошњу. 3. априла 1994. Нано је осуђен на дванаест година затвора. Петиција коју је потписало 700 хиљада људи послата је председнику Бериши да ослободи Наноа из затвора. Да би обављао свој посао из затвора, користио је своју бившу супругу, Реџину Нано, као посредника за слање директива партијском руководству, понекад вербално, понекад у писаној форми. Након затварања, Нано је одлучио да ту странку предводе три заменика председника и једног генералног секретара да би наставили политичку битку странке.
Од одбацивања ревидираног албанског устава током референдума 1994. спољни односи између Албаније, Европске уније и Сједињених Држава почели су да се погоршавају због аутократских начина председника Берише по питањима државе али су и они сами били скептичан у погледу способности руководства Социјалистичке партије да управља земљом, у случају да Социјалистичка партија победи на парламентарним изборима 1996. Стране дипломате су такође изразили забринутост према неутралном ставу социјалистичког руководства (осим Наноа) о Енверу Хоџи и позитивном ставу према марксизму-лењинизму, који је имплементиран у програму и статуту странке од стране Сервет Пеллумбија. Социјалистичко вођство (осим Наноа, који није био члан Комунистичке партије) названи су "диносаурима из старе епохе".
Године 1996., Нано је написао писмо Савету партије како би уклонио са врха странке било кога ко је на било који начин повезан са Комунистичком партијом, зато што је Нано сматрао да би водеће позиције, тј. руководство партије, требало да држе интелектуалци, као што су Реџеп Мејдани, Пандели Мајко, Кастриот Ислами, итд. То је био императив јер је био део текућег процеса реформе партије како би се придружио Социјалистичкој интернационали и Партији европских социјалиста. "Захтев за дебату", који је Нано затражио, такође је захтевао да проведе препоруке које су дали Стејт департмент, Европски парламент и Европски савет, за рјшавање политичке и институционалне кризе, као службеног става Социјалистичке партије, такође је хтео да предложи да Конгрес уклони марксистичке концепте из статута и програма партије, и да оспори политике и ставове Лењина и Коминтерне. Предлог је подржан од стране већине социјалистичких чланова, као и од стране цивилног друштва, и усвојен је као последица конгреса.
Године 1997., се десила наоружанана народна побуна против председника Берише, који је био присиљен да поднесе оставку у јулу 1997. Бериша је 29. јуна сазвао неблаговремене парламентарне изборе и одредио је општу амнестију свим заробљеницима у марту 1997. године; Нано је такође пуштен из затвора. Нано је проглашен невиним од стране суда у Тирани због његове наводне злоупотребе моћи и корупције 1999. године.

### Функција премијера
Парламентарни избори 29. јуна 1997. били су велика победа Социјалистичке партије Албаније. Циљ Наноа и социјалистичке владе био је да обнове уништену земљу, ојачају њену економију и помире свој народ подељен политичким уверењима, али то је било готово немогуће са деструктивном опозицијом коју је предводио бивши председник Бериша. Покушај државног удара био је 14. септембра 1998. покренут од стране руководства и радикалних следбеника Демократске странке Албаније током сахране Азем Хајдари с циљем да се силом преузме власт и убије Нано. Да би избегао убиство од стране бесне мафије, Нано је одлучио да побегне у владину резиденцију у Поградец. У деведесетим годинама, Грчка је помагала Фатосу Нану као албанском лидеру због тога што је био православац над Муслиманом Сали Беришом, пошто је Нано био виђен као пријатељски према грчким интересима. За Владу Фатоса Наноа, Турска је сматрала да има про-грчку оријентацију и изразила незадовољство, иако је у то време још увек одржавала блиске војне односе с Албанијом у обнови својих оружаних снага и војне базе. Током 1998. године чланство у Организацији исламске сарадње Албаније суспендивано је и привремено повучено од стране премијера Фатоса Наноа који је сматрао да то спречава европске аспирације Албаније. 28. септембра 1998. Нано је одлучио да поднесе оставку и повуче се из политичког живота.
Након што је Социјалистичка партија победила по други пут, на парламентарним изборима 24. јуна 2001. Нано се поново вратио у политику након 2 године неактивности покретањем покрета званог Катарза, са циљем да уништи споразум између Едија Раме и Мете.
Почетком 2002. године Нано је безуспешно покушао да се кандидује за председника Албаније, али је 25. јула 2002. године по трећи пут именован од стране новоизабраног председника Алфреда Мојсијуа за премијера. Само неколико дана након што је поново ступио на дужност у августу 2002. године, Нано је био нападнут од стране водећег италијанског недељника Л'Еспресо, који га је оптужио да има везе са међународним организованим криминалним групама и да је био умешан у круг кријумчарења цигарета са мафијашима из Напуља. Нано је тужио магазин на суду у Риму који је пресудио у корист Наноа. Суд је утврдио да чланак садржи нетачне информације и спекулације у циљу наношења штете Наноу током његовог мандата. Новинском магазину наложено је да Нану исплати 3 милиона евра, а директору магазина Даниели Хамаои и аутору чланка Каудију Папаианију као и Дини Насецти и Ђузепе Ролију је одређен затвор од 18 месецизбог неоснованог повезивања Нана са злочином и мафијом у Албанији.
Зими 2004. године, бројне протесте са преко 20.000 људи организовала је опозиција на челу са Салијем Беришом тражећи да Нано поднесе оставку на место премијера, који је познат под називом "Нано одлази" покрет. Године 2004., група цивилног друштва Mjaft! је протестовала испред Наноове канцеларије због наводног увоза отпада из Италије у Албанију.

### Оставка
Социјалистичка партија је 3. јула 2005. године изгубила изборе и већину у парламенту. Нано је поднео оставку на место премијера, а такође и као председавајући Социјалистичке партије 1. септембра 2005. Од тада се повукао из јавног и политичког живота.
После 2005. године, Нано није редовно долазио у парламент, већ је долазио само у року од 6 месеци да би потражио месечну плату.

### Кандидатура за председника
Почетком 2007. године Нано се састао са Салијем Беришом како би се супротставио апелима Социјалистичке партије да бојкотује локалне изборе 2007. године, што би изазвало неблаговремене парламентарне изборе. Нано је изабран за кандидата за председника на председничким изборима 2007. године на захтев 20 заступника социјалиста. Међутим, већина чланова опозиционе коалиције на челу са Социјалистичком партијом га није подржала и одлучила је да бојкотује председничке изборе. Нано је добио само три гласа, док је Бамир Топи из Демократске странке освојио 75 гласова. Међутим, Топи није добио довољно гласова да би био изабран. Други круг гласања одржан је 10. јула. Међутим, парламент још увек није изабрао председника, а Нано је добио пет гласова, а Топи 74. Наставак неуспеха избора председника резултирао би превременим парламентарним изборима али је 20. јула изабран Топи. Крајем августа је изгледало да је Нано основао нову политичку странку. Нано је поново покушао да се кандидује за председника 2012. године, али се чак није ни квалификовао за кандидата, јер су лидери у парламенту ометали своје посланике да га изаберу за кандидата.

### Нови покрет
Након избора председника Албаније у јуну 2012. године, Нано је основао покрет под називом "Нано покрет за победу социјалиста" с циљем поновног преузимања вођства Социјалистичке партије, осакаћујући аутократију коју је основао Еди Рама, која постоји у форми Партије лидера, иако се већини политичких посматрача овај нови покрет сматра сувише слабим и превише непопуларним за сузбијање садашњег премијера и лидера Социјалистичке партије Еди Раме. Наноова непопуларност у прошлости због његовог договора са подједнако непопуларним бившим премијером Салијем Беришом осрамотила је његове акредитиве, а популарне правосудне, административне и економске реформе Едија Раме осигурале су да овај други остане на положају премијера и лидера Социјалистичке партије у Албанији.